# Все эти юноши печальные
«Все эти юноши печальные» (англ. All the Sad Young Men) — третий сборник произведений американского писателя Фрэнсиса Скотта Фицджеральда, впервые опубликованный в феврале 1926 года издательством Scribner’s. Сборник состоит из 9 рассказов, независимо друг от друга опубликованных в различных журналах с 1922 по 1926 год.

## Содержание сборника
| № | Название                          | Оригинальное название                     | Первая публикация                                   | Прим.                                                                                                   |
| - | --------------------------------- | ----------------------------------------- | --------------------------------------------------- | --- |
| 1 | Молодой богач                     | The Rich Boy                              | 1926, январь и февраль – The Redbook Magazine       | Другие названия: - «Богатый мальчик» - «Богатый парень»                                                 |
| 2 | Зимние мечты                      | Winter Dreams                             | 1922, декабрь – Metropolitan Magazine               | Другое название «Зимние грёзы»                                                                          |
| 3 | Детский праздник                  | The Baby Party                            | 1925, февраль – Hearst’s International Cosmopolitan | Другие названия: - «День рождения» - «Маленькие гости»                                                  |
| 4 | Отпущение грехов                  | Absolution                                | 1924, июнь – The American Mercury                   | Другое название «Прощение»                                                                              |
| 5 | Форс Мартин-Джонс и пр-нц Уэ-ский | Rags Martin-Jones and the Pr-nce of W-les | 1926, июль – McCall's                               | Другие названия: - «"Сиротка" Мартин-Джонс и Пр-нц У-льский» - «"Сиротка" Мартин-Джонс и Пр-нц Уэ-ский» |
| 6 | Целитель                          | The Adjuster                              | 1925, сентябрь – The Redbook Magazine               | Другое название «Лекарь»                                                                                |
| 7 | Решение                           | Hot & Cold Blood                          | 1923, август – Hearst's International Cosmopolitan  | Другие названия: - «Горячая и холодная кровь» - «Лёд и пламень» - «Лёд и огонь» - «Муж и жена»          |
| 8 | "Самое разумное"                  | The Sensible Thing                        | 1924, 5 июля – Liberty                              | Другие названия: - «"Разумнее всего..."» - «"Разумнее всего"» - «Разумный поступок»                     |
| 9 | Сюрприз для Гретхен               | Gretchen’s Forty Winks                    | 1924, 15 марта – The Saturday Evening Post          | Другие названия: - «Сон Гретхен» - «Усни, Гретхен» - «Усни, Гретхен!»                                   |

## История создания
Фицджеральд писал рассказы в период морального упадка. У него были финансовые затруднения, и он считал, что его жена Зельда была связана романтическими отношениями с другим мужчиной. Тогда она ещё перенесла серию физических заболеваний, а пьеса Фицджеральда «Размазня, или Из президентов в почтальоны» провалилась.
Сборник посвящён Рингу и Эллису Ларднерам, которые были соседями на момент публикации книги. Также он приурочен к выходу его последнего на тот момент романа «Великий Гэтсби». Фицджеральд написал «Отпущение грехов», один из самых популярных рассказов в сборнике, как ложное предисловие к появлению Гэтсби.

## Экранизации
В 1996 году по мотивам рассказа «"Самое разумное"» был снят телефильм «The Sensible Thing».

## Издания на русском языке
Некоторые рассказы из сборника начали издаваться на русском языке в разных изданиях с 1976 года, но полностью сборник был издан дважды, и его можно встретить под двумя названиями с разными переводчиками (в сети существует третий вариант – «Все эти печальные молодые люди»):
- В 2015 году он был опубликован издательством «Рипол-классик» под названием «Все эти юноши печальные»[14].
- В 2018 году он был опубликован издательством «Азбука-Аттикус» под названием «Все печальные юноши»[15].